# N473 (België)
De N473 is een gewestweg in België aan de noordoostelijke kant van de plaats Lokeren tussen de N47 en de N70 bij het dorp Rozen. De weg is ongeveer 3 kilometer lang.
De gehele weg bestaat uit totaal 2 rijstroken voor beide richtingen samen.
Vanaf het kruispunt met de N47 heeft de weg de volgende namen: Martelarenlaan, Oude Bruglaan en Rozenstraat.

## Plaatsen langs N473
- Lokeren
- Rozen

## N473a
De N473a is een aftakking van de N473 in Lokeren. De 1,3 kilometer lange verbindingsweg gaat om het AZ Lokeren heen. Zowel het begin als het eind van de weg sluit aan de op N473. De route verloopt via de Zelestraat en Brugstraat. Waar deze twee straten bij elkaar komen begint de N473b.

## N473b
De N473b is een verbindingsweg tussen de N473a en de N407b in Lokeren. De route begint op de Zand en gaat via de Luikstraat, Roomstraat, Groentemarkt, Markt en Kerkstraat terug naar de kruising met de Zand en Luikstraat. De Roomstraat en Groentemarkt combineert de N473b samen met de N407b. Dit doordat de Luikstraat, Markt en Kerkstraat eenrichtingsverkeer ingestelde wegen zijn. De gehele route is ongeveer 1,4 kilometer lang.